# سان یو
سان یو (انگلیسی: Sun Yue (basketball)؛ زادهٔ ۶ نوامبر ۱۹۸۵) یک بازیکن بسکتبال اهل جمهوری خلق چین است. از باشگاه‌هایی که در آن بازی کرده‌است می‌توان به لس‌آنجلس لیکرز اشاره کرد.